# Nez perce horse
Nez perce horse är en hästras från USA som först avlades fram av Nez Perce-indianerna i USA under 1800-talet. Hästarna var totalt utrotade av de vita i USA under slutet av 1800-talet. Hästarna har nu återuppfötts genom korsningar av appaloosa- och achaltekeerhästar.

## Historia
Nez Perce var en indianstam som levde i Nordvästra USA. Stammen var kända som duktiga hästmänniskor och bemästrade en selektiv avel för att föda upp hästar med specifikt utseende eller karaktär. Nez Perce-indianerna har bland annat avlat fram den berömda Appaloosan.
Den 5 oktober 1877 fick hela stammen kapitulera till den amerikanska armén efter ett försök att ta sig till Kanada. Med sig hade de alla sina hästar, bland annat de kända Appaloosa-hästarna och Nez perce-hästar. De flesta hästarna sköts ihjäl direkt på plats av armén. Enbart ett fåtal av den prickiga Appaloosan räddades och Nez Perce-hästen dog ut helt. 
1995 bestämde sig departementet för hälsa och människorättigheter i USA för att rasen skulle avlas fram på nytt. Genom att korsa appaloosahästar med de orientaliska achaltekeer startade man ett program för att få fram hästar med liknande egenskaper och exteriör. Projektet finansierades av departementet och av ättlingar till Nez Perce-stammen. Aveln höll till i Lapwai, Idaho i USA. Målet var inte bara att få tillbaka rasen utan även att återinföra Nez Perce-indianernas hästkultur. Aveln fick även hjälp av en ideell förening kallad First Nations Development Institute som ger många bidrag till liknande projekt världen över. Nez perce-hästen avlas fortfarande i samma område, även om antalet hästar inte är så många.

## Egenskaper
Nez Perce-indianer har sagt att dagens nez perce-hästar har liknande egenskaper som deras förfäders hästar. Rasen är modig, säker på foten, smidig, stark och uthållig. Rasen är alltid tigrerad och har akhal-tekéns smala exteriör och långa smala hals. 